# Schloss Stargordt
Schloss Stargordt (polnisch Pałac w Starogardzie) ist ein ruinöses Schloss in Stargordt (Starogord) in der Woiwodschaft Westpommern, Polen. Historisch lag das Schloss im Kreis Regenwalde.

## Geschichte
Das Schloss geht auf die Familie von Borcke zurück, deren Name sich von einer wendischen Dynastie mit dem Geschlechternamen Borkow (Wolf) ableitet, und die zum pommerschen Uradel zählten. Die Borckes gründeten die Städte Regenwalde und Wangerin, erwarben großen Landbesitz und erschlossen die Region mit deutschen Bauern. Während des Großen Nordischen Krieges ließ der preußische General Adrian Graf Borcke das heutige Schloss von 1717 bis 1721 im Stil des Barock auf den Grundfesten eines vorherigen Baus errichten.
Das Schloss wurde 1743 durch Heinrich Adrian von Borcke um einen Seitenflügel ergänzt. Zu der Einrichtung des Schlosses gehörten eine Ahnengalerie mit 20 Porträts und eine Gobelinsammlung mit Motiven aus antiken Sagen.
Ab 1840 war ein preußischer Grafentitel mit dem Besitz dieser Herrschaft verbunden. Im Jahr 1892 wurde die Majoratsherrschaft Strogordt gegründet, zu der Molftlow, Crossin und Zozenow gehörten.

## Bauwerk
Das zweigeschossige Schloss war mit einem Mansarddach gedeckt. Es ist von einem einfachen und klaren Stil geprägt, der typisch für damalige ostdeutsche Herrenhäuser war.

## Ausstattung
Im Schloss befanden sich wertvolle flämische Wandteppiche mit Szenen aus der Mythologie. Die Wände des Ballsaals waren von Rokokogemälden bedeckt, die König Friedrich Wilhelm I. von Preußen den Borckes geschenkt hatte. Spätbarocke Porträts von Antoine Pesne und das sogenannte Doppelporträt der Sidonia von Borcke befinden sich heute im Stettiner Nationalmuseum.